# Midori (nome)
Midori  è un nome proprio di persona giapponese femminile.

## Origine e diffusione

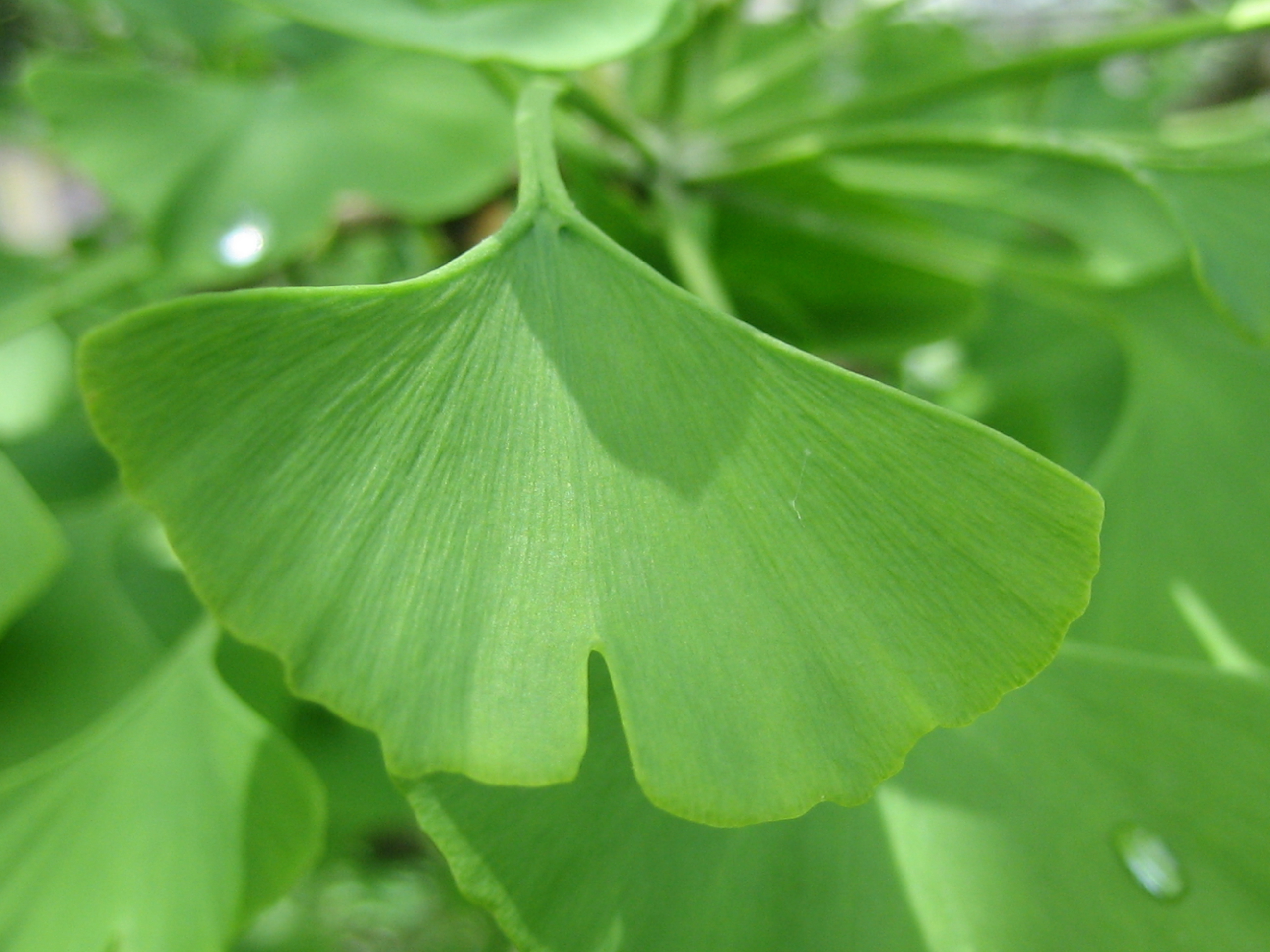
Una foglia verde di Ginkgo biloba

Generalmente, riprende il kanji 緑, pronunciato midori, che vuol dire "verde" (significato analogo a quello dei nomi Verde e Clori); inoltre, come tutti i nomi giapponesi, può anche risultare da altri kanji, o combinazioni di kanji, che formino la stessa pronuncia.

## Onomastico
Non ci sono sante con questo nome, che è quindi adespota: l'onomastico può essere festeggiato il 1º novembre ad Ognissanti.

## Persone

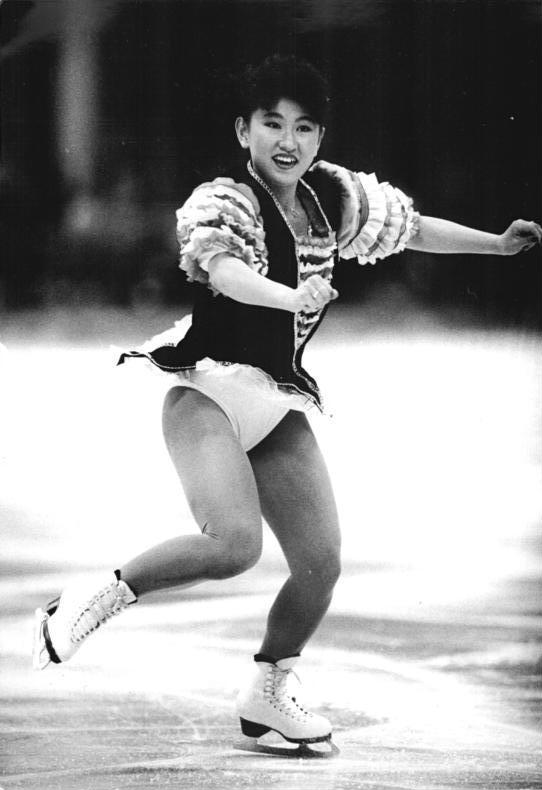
Midori Itō

- Midori, attrice pornografica, regista e cantante statunitense
- Midori Gotō, violinista giapponese
- Midori Honda, calciatore giapponese
- Midori Itō, pattinatrice artistica su ghiaccio giapponese
- Midori Kawana, doppiatrice e cantante giapponese
- Midori Matsushima, politica giapponese

## Il nome nelle arti
- Midori Ariyoshi è la protagonista femminile della serie anime Uomo Tigre II.
- Midori Himeno è un personaggio del videogioco Evil Zone.
- Midori Kasugano è un personaggio della serie manga e anime Midori Days.
- Midori Kirigaya è un personaggio del manga e anime Sword Art Online.
- Midori Kobayashi è un personaggio del romanzo di Haruki Murakami Norwegian Wood.
- Midori Saejima è un personaggio della serie manga Non sono un angelo.
- Midori Yamabuki è un personaggio della serie manga e anime Dr. Slump & Arale.
- Midori Yoshinaga è un personaggio della serie manga e anime Shin Chan.